# Liste der Biografien/Ey
Liste der Biografien |
Portal Biografien |
Personensuche
# |
A |
B |
C |
D |
E |
F |
G |
H |
I |
J |
K |
L |
M |
N |
O |
P |
Q |
R |
S |
T |
U |
V |
W |
X |
Y |
Z |
?
 
Ea |
Eb |
Ec |
Ed |
Ee |
Ef |
Eg |
Eh |
Ei |
Ej |
Ek |
El |
Em |
En |
Eo |
Ep |
Eq |
Er |
Es |
Et |
Eu |
Ev |
Ew |
Ex |
Ey |
Ez
Die Liste der Biografien führt alle Personen auf, die in der deutschsprachigen Wikipedia einen Artikel haben. Dieses ist eine Teilliste mit 320 Einträgen von Personen, deren Namen mit den Buchstaben „Ey“ beginnt.

## Ey
- Ey, Adolf (1844–1934), deutscher Theo- und Philologe, Lehrer, Professor und Heimatdichter
- Ey, August (1810–1870), deutscher Pädagoge und Heimatdichter
- Ey, Henri (1900–1977), französischer Psychiater
- Ey, Johanna (1864–1947), deutsche Galeristin und Förderin moderner MalereiJohanna Ey (1864–1947)

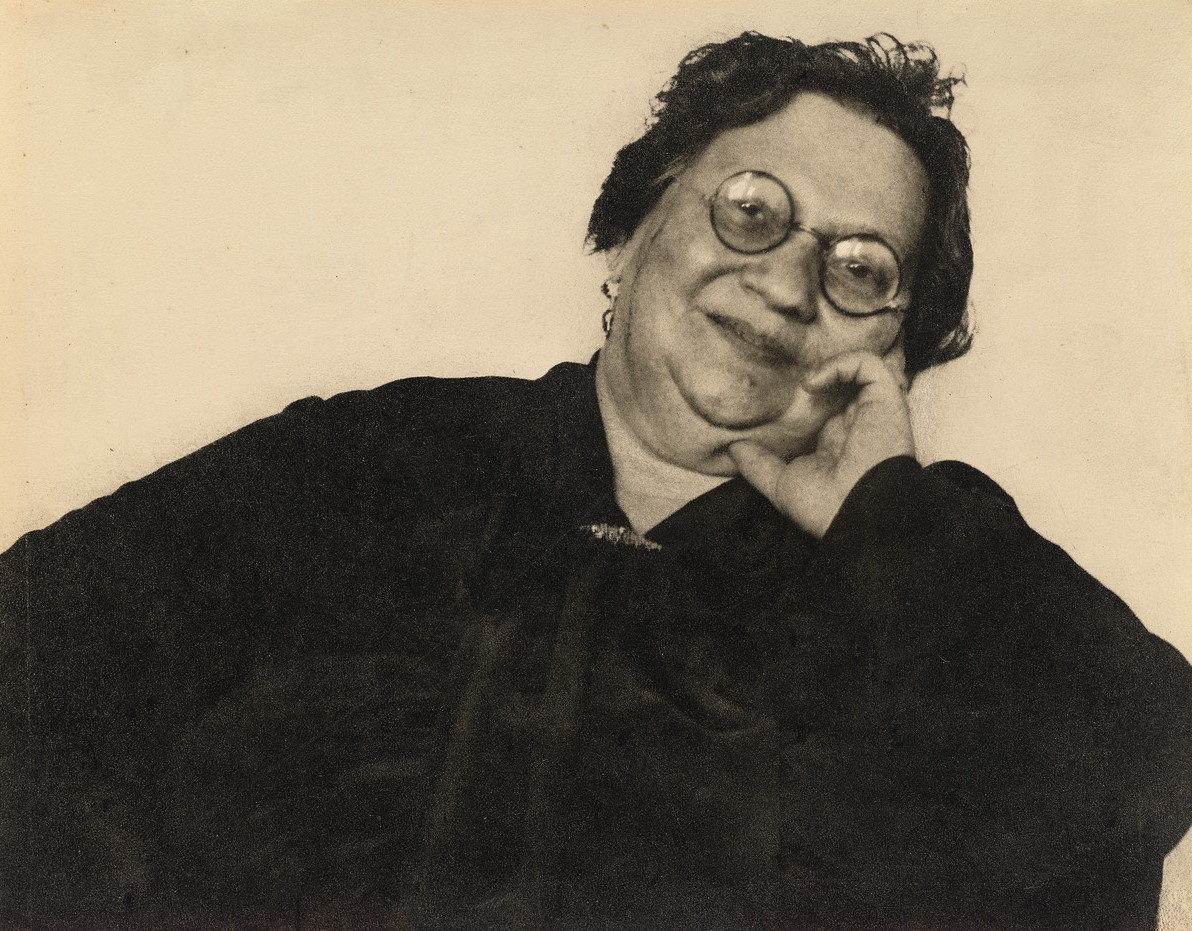
Johanna Ey (1864–1947)

- Ey, Jürgen (* 1946), deutscher Fußballspieler
- Ey, Ludwig (1887–1968), Buchhändler, Verleger und Autor in Hannover
- Ey, Ludwig (1893–1945), deutscher Kommunist, Antifaschist und Abgeordneter des preußischen Landtags
- Ey, Luise (1854–1936), deutsche Romanistin
- Ey, Richard (1911–1999), deutscher Politiker (SPD), MdL
- Ey, Richard (1923–1990), deutscher Landwirt und Politiker (FDP, CDU), MdL, MdB
- Ey-Steineck, Eduard (1849–1931), preußischer Generalmajor

### Eya
- Eyabi, François Achille (* 1961), kamerunischer Geistlicher, römisch-katholischer Bischof von Eséka
- Eyadéma, Gnassingbé (1935–2005), togoischer Politiker und Präsident der Republik Togo
- Eyakpobeyan, Justina Tiana (* 2006), nigerianische Sprinterin
- Eyamba, Junior (* 2001), Schweizer Fußballspieler
- Eyapan, Andrew (* 1965), kenianischer Langstreckenläufer
- Eyawo, Noah (* 2001), österreichischer Fußballspieler

### Eyb
- Eyb, Albrecht von (1420–1475), deutscher Schriftsteller, Übersetzer und JuristAlbrecht von Eyb (1420–1475)

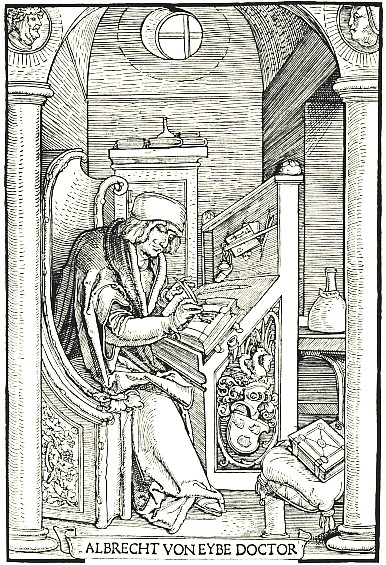
Albrecht von Eyb (1420–1475)

- Eyb, Anselm von (1444–1477), deutscher Hofbeamter und Jurist am kaiserlichen Kammergericht
- Eyb, Arnulf Freiherr von (* 1955), deutscher Politiker (CDU), MdL
- Eyb, Gabriel von (1455–1535), Fürstbischof von Eichstätt
- Eyb, Johann Martin von (1630–1704), Diözesan- und Fürstbischof von Eichstätt
- Eyb, Kurt von (1864–1942), deutscher Verwaltungsjurist und Bezirksamtmann
- Eyb, Ludwig von der Ältere (1417–1502), deutscher Jurist und Politiker
- Eyb, Ludwig von der Jüngere (1450–1521), deutscher Hofbeamter, Heerführer und Schriftsteller
- Eyb, Martin von (1543–1594), Bischof von Bamberg
- Eybe, Carl Gottfried (1813–1893), deutscher Maler
- Eybel, Adolf (1808–1882), deutscher Maler und Lithograf
- Eybel, Joseph Valentin (1741–1805), österreichisch Publizist
- Eybelwieser, Johann Jacob († 1744), Barockmaler
- Eyben, Adolf Gottlieb von (1741–1811), deutscher Jurist und Diplomat
- Eyben, Christian August von (1700–1785), deutscher Jurist und Domdechant
- Eyben, Christian Wilhelm von (1663–1727), deutscher Jurist und Diplomat
- Eyben, Finn von (* 1944), dänischer Internist und Onkologe (auch Jazz- und Improvisationsmusiker)
- Eyben, Friedrich Adolph Gottlieb von (1805–1889), mecklenburgischer Verwaltungs- und Hofbeamter
- Eyben, Friedrich Ludwig von (1738–1793), dänischer Diplomat
- Eyben, Friedrich von (1699–1787), deutscher Jurist und Diplomat
- Eyben, Friedrich von (1770–1825), deutscher Jurist und Diplomat in dänischen Diensten
- Eyben, Hulderich von (1629–1699), deutscher Jurist, Reichskammergerichtsassesor und Hochschullehrer an der Universität Gießen und der Universität Helmstedt
- Eyben, Julius (* 1848), deutscher Theaterschauspieler und -regisseur
- Eyben, Louise (1853–1949), deutsche Theaterschauspielerin
- Eybers, Elisabeth (1915–2007), südafrikanische Dichterin
- Eybeschütz, Jonathan (1690–1764), Talmudist und Kabbalist
- Eybl, Franz (1806–1880), österreichischer Maler
- Eybl, Franz M. (* 1952), österreichischer Germanist
- Eybler, Joseph von (1765–1846), österreichischer Komponist
- Eybner, Otto (1856–1917), österreichischer Politiker
- Eybner, Richard (1896–1986), österreichischer Schauspieler und Operettensänger (Bariton)Richard Eybner (1896–1986)

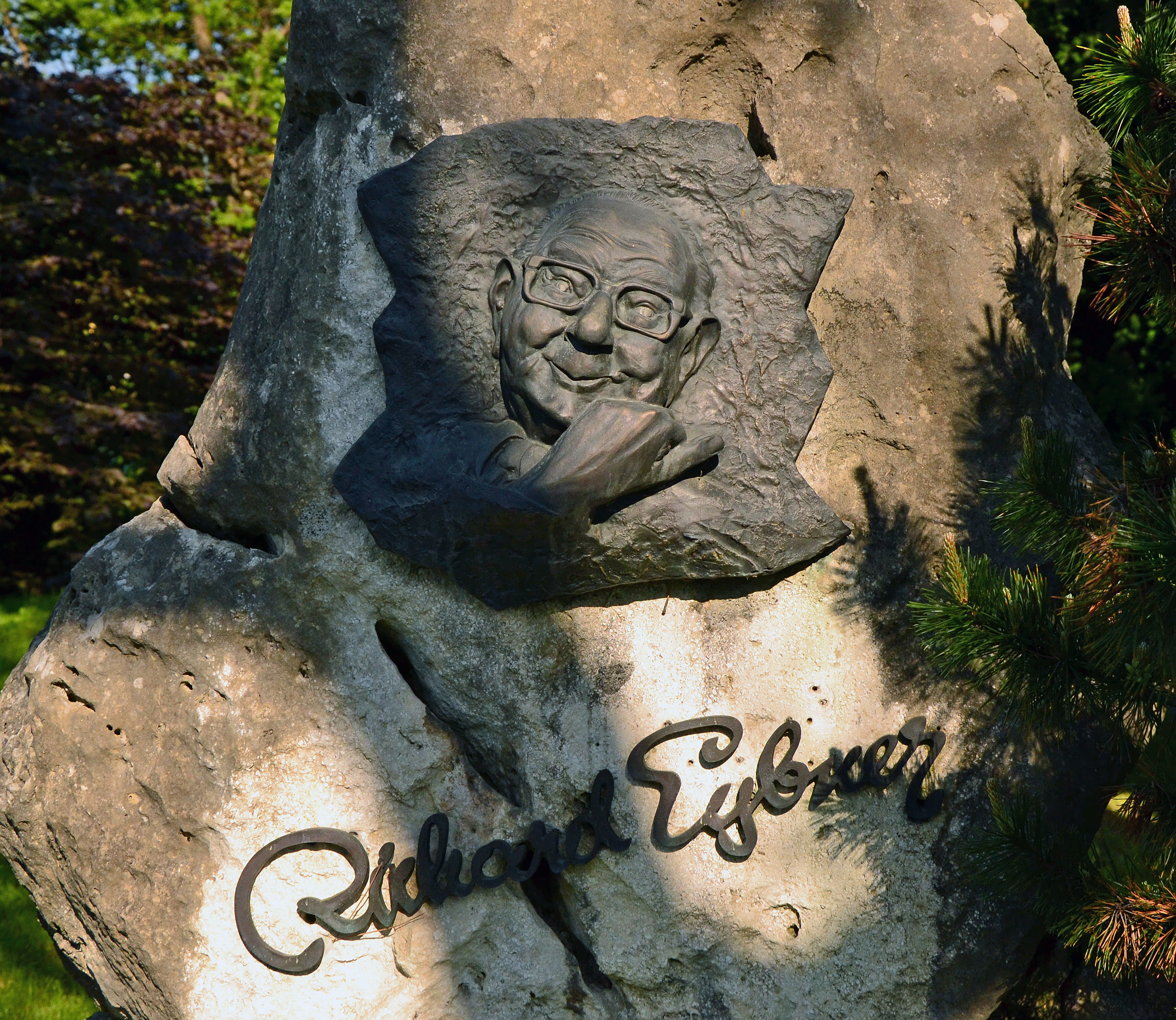
Richard Eybner (1896–1986)

### Eyc
- Eychenne, Jean-Marc (* 1956), französischer Geistlicher, römisch-katholischer Bischof von Grenoble-Vienne
- Eychenne, Jean-Pierre, Maskenbildner
- Eychmüller, Alexander (* 1958), deutscher Chemiker und Hochschullehrer
- Eyck, Aldo van (1918–1999), niederländischer Architekt
- Eyck, Barthélemy d’, flämischer Maler
- Eyck, Caro van (1915–1979), niederländische Schauspielerin
- Eyck, Carolina (* 1987), sorbische Theremin-Musikerin, Komponistin und Autorin
- Eyck, Charles (1897–1983), niederländischer bildender Künstler
- Eyck, Erich (1878–1964), deutsch-britischer Jurist und Historiker
- Eyck, Frank (1921–2004), britisch-kanadischer Historiker
- Eyck, Georg van (1869–1951), deutscher Unternehmer und Politiker (Zentrum), MdR
- Eyck, Hubert van († 1426), flämischer Maler
- Eyck, Jacob van († 1657), niederländischer Musiker, Glockenspieler
- Eyck, Jan van, flämischer MalerJan van Eyck

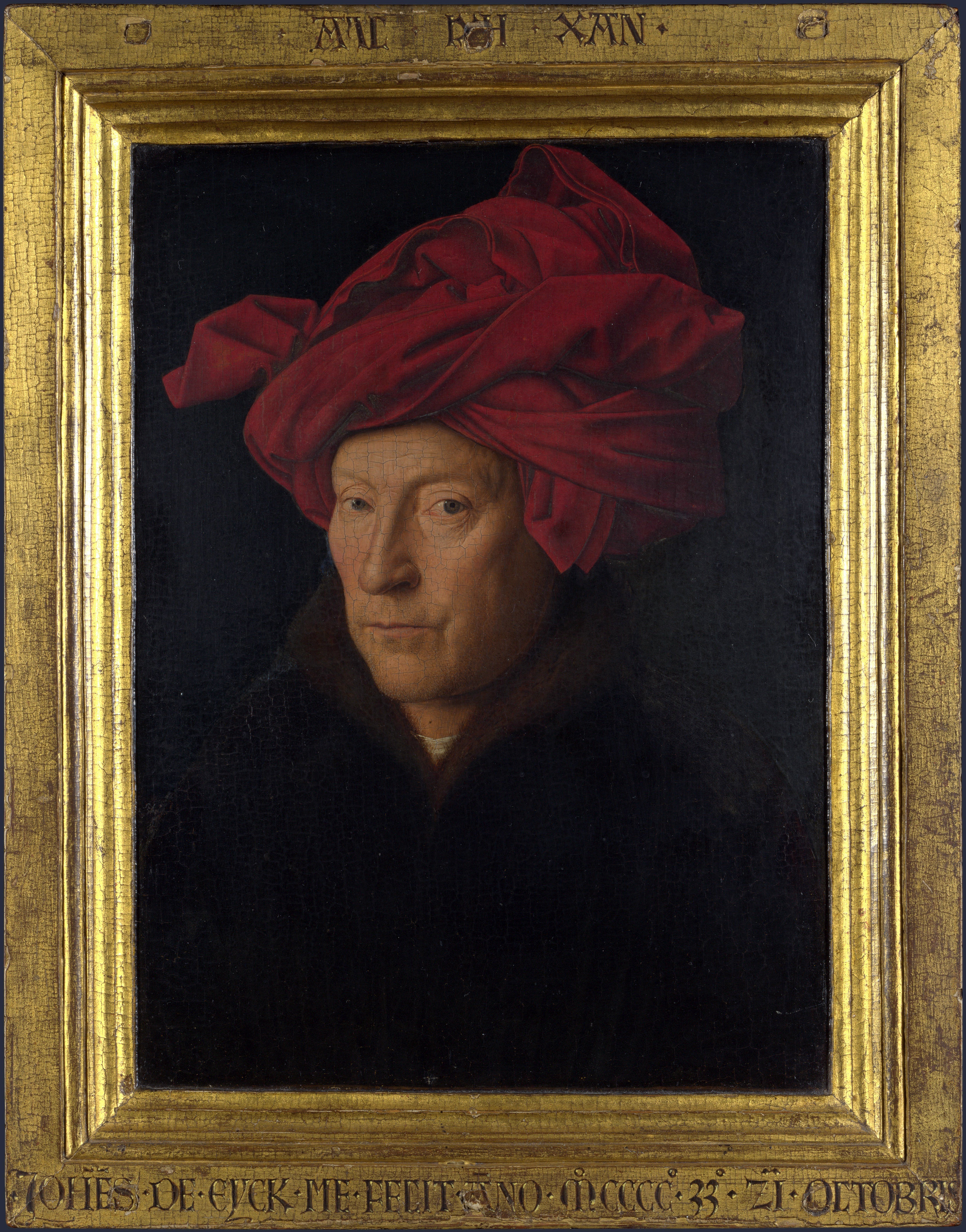
Jan van Eyck

- Eyck, Kristina van (* 1954), US-amerikanisch-deutsche Schauspielerin
- Eyck, Nangila van (* 1984), niederländische Fußballspielerin
- Eyck, Nicolaas I van (1617–1679), flämischer Porträt- und Genremaler
- Eyck, Norbert (* 1953), deutscher Politiker (CDU), MdA
- Eyck, Peter van (1913–1969), deutsch-US-amerikanischer Schauspieler
- Eyck, Pieter Nicolaas van (1887–1954), niederländischer Schriftsteller, Lyriker, Kritiker und Literaturhistoriker
- Eyck, Toni van (1910–1988), deutsche Schauspielerin
- Eyczing, Christoph von (1501–1563), österreichischer Adliger und Beamter
- Eyczing, Michael von (1468–1522), österreichischer Adliger
- Eyczing, Oswald Philipp von (1512–1587), österreichischer Adliger aus der Familie Eyczinger und niederösterreichischer Beamter
- Eyczing, Ulrich von († 1460), österreichischer Adliger

### Eyd
- Eydam, Kurt (1905–1983), deutscher Kommunist (SED)
- Eyðbjørnsdóttir, Kristina (* 1974), färöische Fußballspielerin
- Eyde, Sam (1866–1940), norwegischer Ingenieur und Industrieller, Politiker
- Eydel, Georg (1890–1964), deutscher Architekt und Bauunternehmer
- Eydel, Katja (* 1969), deutsche Künstlerin
- Eydeler, Ulrike, deutsche Handballspielerin
- Eyden, Woody van (* 1963), niederländischer DJ
- Eyðfinsdóttir, Hildigunn (* 1975), färöische Theater- und Filmschauspielerin
- Eydís Evensen (* 1994), isländische Pianistin und Komponistin
- Eydner, Frank (* 1968), deutscher Fotograf
- Eydoux, Denis (1876–1969), französischer Ingenieur
- Eydoux, Joseph Fortuné Théodore (1802–1841), französischer Zoologe
- Eydt, Alfred (1907–1944), deutscher Hochschullehrer
- Eydt, Christoph (* 1985), deutscher Autor und Ghostwriter
- Eydt, Jean-François (1809–1884), luxemburgischer Architekt

### Eye
- Eye, Alexander von (* 1949), deutsch-US-amerikanischer Psychologe und Professor
- Eye, August von (1825–1896), deutscher Dichter, Philosoph, Schriftsteller, Kultur- und Kunsthistoriker und Maler
- Eyedea (1981–2010), US-amerikanischer Freestyle- und Undergroundrapper
- Eyenga, Christian (* 1989), kongolesischer Basketballspieler
- Eyer, Hermann (1906–1997), deutscher Hygieniker, Mikrobiologe und Hochschullehrer
- Eyer, Louis-Emil (1865–1916), Schweizer Sportpädagoge, tätig in Bulgarien
- Eyer, Marco (* 1999), Schweizer Unihockeyspieler
- Eyer, Nicolas (* 1986), Schweizer Schriftsteller
- Eyer, Richard (* 1945), US-amerikanischer Schauspieler
- Eyer-Oggier, Denise (* 1956), Schweizer Malerin, Grafikerin und Kunstpädagogin
- Eyerer, Martin, deutscher Techno-DJ, Musiker und RadiomoderatorMartin Eyerer

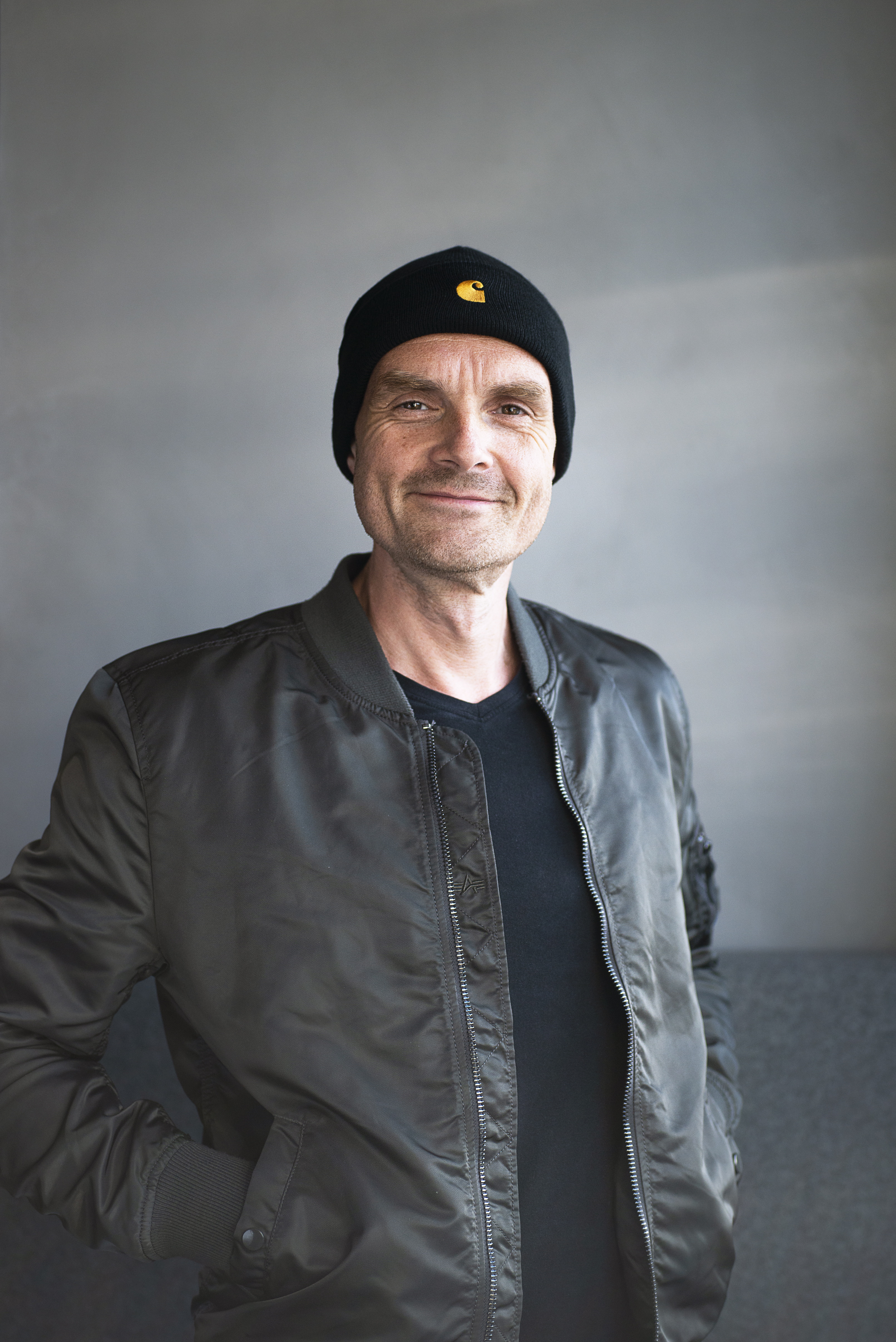
Martin Eyerer

- Eyerer, Peter (* 1941), deutscher Ingenieur und Autor
- Eyerich, Karl (1886–1971), deutscher Sanitätsoffizier
- Eyerich, Kilian (* 1979), deutscher Dermatologe und Immunologe, Extraordinarius an der TU München
- Eyerkaufer, Karl (* 1940), deutscher Sportler und Politiker (SPD), MdL
- Eyermann, Bruno (1888–1961), deutscher Bildhauer und Medailleur
- Eyermann, Emil (* 1938), deutscher Politiker (CDU), Bürgermeister der Stadt Hennef (Sieg)
- Eyermann, Erich (1906–1998), deutscher Jurist
- Eyermann, Karl-Heinz (1932–2011), deutscher Journalist (DDR)
- Eyermann, Richard (1898–1971), deutscher KPD- und SED-Funktionär
- Eyers, Patrick (1933–2023), britischer Diplomat
- Eyerschöttel, Johann (1640–1702), Maler in Husum

### Eyf
- Eyferth, Bruno (1826–1897), deutscher Bergbeamter und Naturforscher
- Eyferth, Hanns (1901–1989), deutscher Pädagoge
- Eyferth, Klaus (1928–2012), deutscher Psychologe
- Eyferth, Paul (1872–1956), deutscher Politiker, Landrat und Bürgermeister von Wolfenbüttel
- Eyff, Friedrich August von (* 1728), preußischer Major
- Eyfferth, Joerg (* 1957), deutscher Maler
- Eyfferth, Sarah (* 1983), deutsche Schauspielerin
- Eyfrig, Rudolf (1911–2011), deutscher Physiker und Ionosphärenforscher

### Eyg
- Eyges, David (* 1950), US-amerikanischer Jazzmusiker und Musikproduzent
- Eygi, Mehmet Şevket (1933–2019), türkischer Journalist
- Eygló Harðardóttir (* 1972), isländische Politikerin (Fortschrittspartei)
- Eygló Ósk Gústafsdóttir (* 1995), isländische Schwimmerin

### Eyh
- Eyharts, Léopold (* 1957), französischer Raumfahrer
- Eyherabide, Gley (1934–2015), uruguayischer Schriftsteller und Journalist

### Eyi
- Eyibil, Erkan (* 2001), deutscher Fußballspieler
- Eyice, Semavi (1922–2018), türkischer Kunsthistoriker
- Eyiceoğlu, Celal (1914–1983), türkischer Admiral und Botschafter
- Eyifa-Dzidzienyo, Gertrude, ghanaische Archäologin, Kuratorin und Hochschullehrerin
- Eyih, Mohamed Melainine Ould (* 1968), mauretanischer Minister
- Eyisoy, Mustafa Emre (* 1980), türkischer Fußballschiedsrichterassistent

### Eyj
- Eyjólfur Sverrisson (* 1968), isländischer Fußballspieler und -trainerEyjólfur Sverrisson (* 1968)

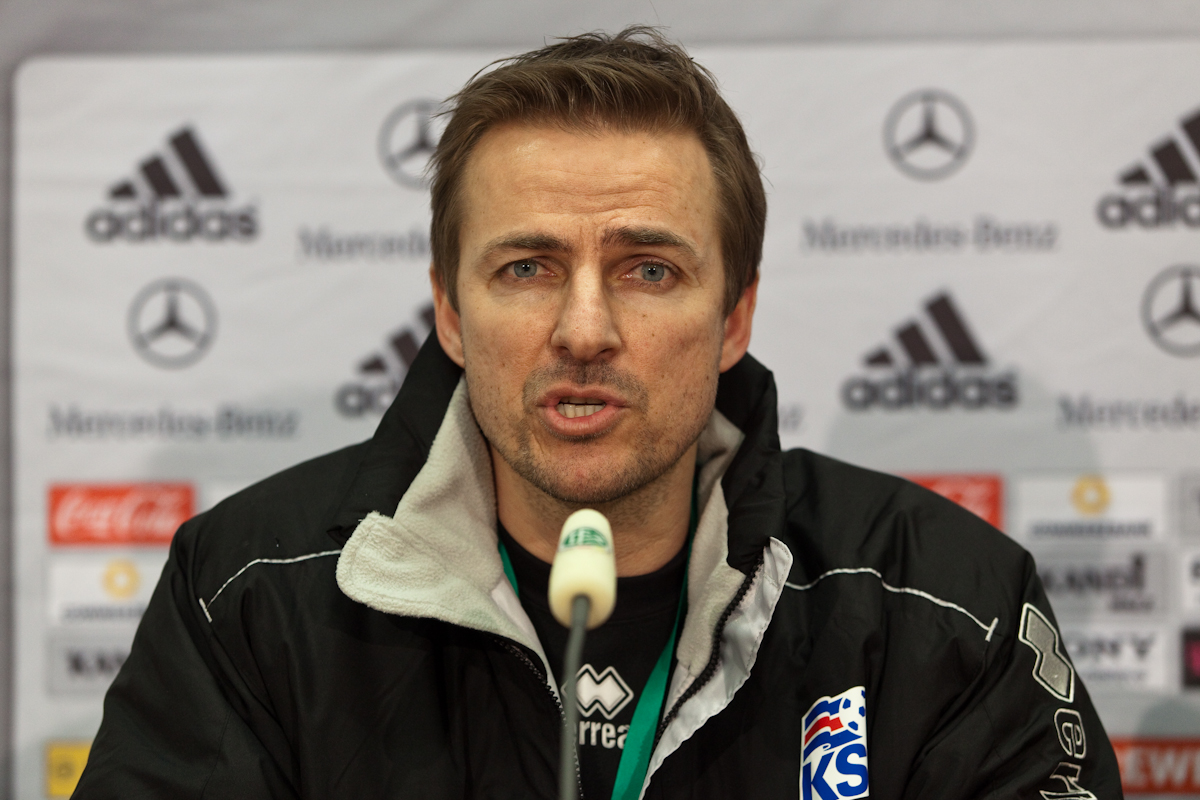
Eyjólfur Sverrisson (* 1968)

### Eyk
- Eyk, Anton van (1911–2004), deutscher Keramiker und Künstler
- Eyk, Patrick (1966–2019), niederländischer Radrennfahrer
- Eyken, Dieter van der (* 1992), belgischer Windsurfer
- Eyken, Heinrich van (1861–1908), deutscher Komponist und Musikpädagoge
- Eyken, Jan Albert van (1823–1868), niederländischer Komponist und Organist
- Eykens, Renée (* 1996), belgische Leichtathletin
- Eykman, Karel (1936–2022), niederländischer Kinder- und Jugendbuch- sowie Drehbuchautor
- Eykmann, Peter (1941–2006), deutscher Politiker (FDP), MdL
- Eykmann, Walter (* 1937), deutscher Politiker (CSU), MdL

### Eyl
- Eyl, Georg (1821–1901), preußischer Generalleutnant
- Eyl, Hans (1854–1913), deutscher Stadtsyndikus von Hannover, Vorstandsvorsitzender des Sparkassenverbandes Niedersachsen
- Eyl, Meta (1893–1952), deutsche Theologin und Frauenrechtlerin
- Eyla, Äbtissin des Klosters Liesborn
- Eylau, Johannes (1880–1970), deutscher Jurist
- Eyle, Edgar (1868–1946), Komponist
- Eyle, Wilhelm (1840–1904), Tenor und Komponist
- Eyler, Larry (1952–1994), US-amerikanischer Serienmörder
- Eylert, Johann Rulemann Ludwig (1731–1813), deutscher Theologe und Professor für Theologie
- Eylert, Mario (1953–2024), deutscher Jurist, Vorsitzender Richter am Bundesarbeitsgericht
- Eylert, Rulemann Friedrich (1770–1852), evangelischer Kanzelredner und Bischof
- Eyles, Ethan (* 2002), australischer Squashspieler
- Eyles, Leonora (1889–1960), britische Schriftstellerin und Frauenrechtlerin
- Eyles, Rodney (* 1967), australischer Squashspieler
- Eyles, Vivyan Leonora (1909–1982), britische Schriftstellerin
- Eylik, Serdar (* 1990), türkischer Fußballspieler
- Eyll, Klara van (* 1938), deutsche Archivarin, Historikerin und Autorin von Wirtschaftspublikationen
- Eylmann, Erhard (1860–1926), deutscher Ethnologe und Australienforscher
- Eylmann, Horst (1933–2014), deutscher Politiker (CDU), MdB
- Eylon, Ephraim (1916–2002), israelischer Diplomat

### Eym
- Eymael, Günter (* 1952), deutscher Winzer und Politiker (FDP)
- Eyman, Ralph Lee (1885–1986), US-amerikanischer Erziehungswissenschaftler
- Eyman, Scott (* 1951), US-amerikanischer Autor und Filmhistoriker
- Eymann, Christian Gottlob (1808–1866), deutscher Landwirt und Politiker
- Eymann, Christoph (* 1951), Schweizer Politiker (LDP)Christoph Eymann (* 1951)

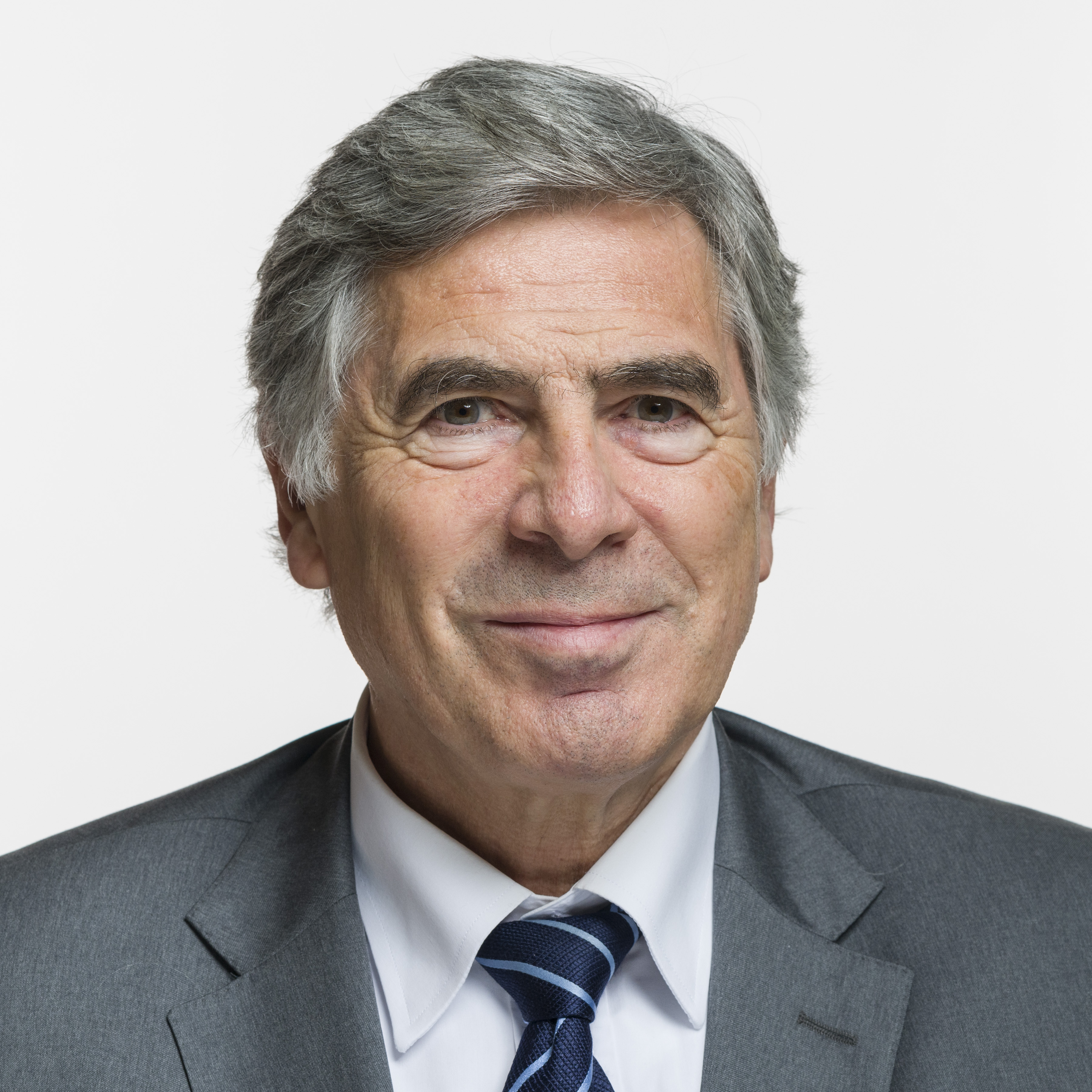
Christoph Eymann (* 1951)

- Eymann, Felix W. (* 1948), Schweizer Politiker (LDP)
- Eymann, Friedrich (1887–1954), Schweizer reformierter Theologe, Pädagoge und Anthroposoph
- Eymann, Hugo (* 1944), deutscher Benediktiner und katholischer Alttestamentler
- Eymann, Karl (1888–1962), deutscher Manager und Corpsstudent
- Eymann, Peter (1789–1855), Mitglied des bayerischen Landtags, Bürgermeister von Frankenstein/Pfalz
- Eymann, Stephanie (* 1979), Schweizer Politikerin (LDP)
- Eymann, Torsten (* 1966), deutscher Wirtschaftsinformatiker
- Eymard, Elodie (* 1980), französische Badmintonspielerin
- Eymard, Joseph d’ († 1592), französischer Ritter, Bürgermeister von Bordeaux und Präsident des Bordelaiser Parlaments
- Eymard, Pierre Julien (1811–1868), französischer katholischer Priester, Heiliger und Ordensgründer
- Eyme, Adolf (1861–1925), deutscher Chemiker und Hochschullehrer
- Eymer, Anke (* 1949), deutsche Politikerin (CDU), MdB
- Eymer, Ekkehart (* 1945), deutscher Jurist, Unternehmer und Politiker (CDU), MdB
- Eymer, Heinrich (1883–1965), deutscher Gynäkologe, Geburtshelfer und Hochschullehrer
- Eymer, Wolfgang (1905–1969), deutscher Jurist und Politiker (NSDAP)
- Eymess, Wiebke (* 1978), deutsche Kabarettistin
- Eymèsz, Thea (1936–2015), deutsche Filmeditorin
- Eymold, Günter (* 1959), deutscher Fußballspieler
- Eymür, Mehmet (1943–2024), türkischer Geheimdienstmitarbeiter
- Eymuth, Franz (1797–1865), österreichischer Jurist und Politiker

### Eyn
- Eynac, Laurent (1886–1970), französischer Politiker, Mitglied der Nationalversammlung, Senator und Minister
- Eynard, Jean-Gabriel (1775–1863), Schweizer Bankier, Philhellene und Fotograf
- Eynard-Lullin, Anna (1793–1868), Schweizer Bildhauerin, Zeichnerin, Architektin, Kunstliebhaberin und Philanthropin
- Eynatten, Carl von (1806–1886), preußischer Offizier und Landrat des Kreises Heinsberg
- Eynatten, Carola von (1857–1917), deutsche Schriftstellerin
- Eynatten, Maximilian von (1827–1894), preußischer Generalleutnant
- Eynck, Mathias (1914–1998), deutscher Polizist, Direktor im Landeskriminalamt Nordrhein-Westfalen
- Eynde, Jacob van den, holländischer Landesadvokat zwischen den Jahren 1560 und 1568
- Eyndten, Christian Vollrath von (1658–1706), königlich dänischer Oberst und Chef des 4. Dänischen Infanterie-Regiments
- Eynern, Ernst von (1838–1906), deutscher Unternehmer und Politiker (nationalliberal)
- Eynern, Friedrich von (1805–1882), deutscher Kaufmann und Politiker
- Eynern, Friedrich von junior (1834–1893), deutscher Kaufmann
- Eynern, Gert von (1902–1987), deutscher Wirtschaftswissenschaftler, Politikwissenschaftler und Hochschullehrer
- Eynern, Hans von (1874–1957), deutscher Jurist und Politiker (DVP), MdL
- Eynern, Wilhelm von (1806–1880), deutscher Kaufmann und Politiker

### Eyo
- Eyo, Alicya (* 1975), britische Schauspielerin
- Eyo, Ekpo (1931–2011), nigerianischer Archäologe, Kunsthistoriker, Museologe und Hochschullehrer
- Eyoma, Remo (* 1981), äquatorialguineischer Fußballspieler

### Eyp
- Eypeltauer, Beatrix (1929–2023), österreichische Juristin und Politikerin (SPÖ), Abgeordnete zum Nationalrat
- Eypeltauer, Felix (* 1992), österreichischer Politiker (NEOS)
- Eypeltauer, Ferdinand (1893–1979), österreichischer Jurist
- Eypio (* 1983), türkischer Rapper

### Eyq
- Eyquem, Gilles (* 1959), französischer Fußballspieler und -trainer

### Eyr
- Eyraud, Carl August (1790–1872), deutscher Lithograf, Drucker und Verleger
- Eyraud, Louis (1922–1993), französischer Politiker (Parti socialiste), Mitglied der Nationalversammlung, MdEP
- Eyre, Edward John (1815–1901), britischer Forschungsreisender
- Eyre, Ella (* 1994), britische PopsängerinElla Eyre (* 1994)

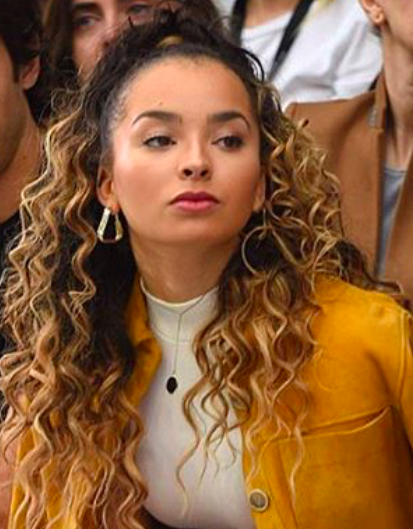
Ella Eyre (* 1994)

- Eyre, Justine (* 1972), kanadische Schauspielerin und ehemaliges Model
- Eyre, Len (1925–1986), britischer Mittel- und Langstreckenläufer
- Eyre, Lisa (* 1968), britische Ruderin
- Eyre, Peter (* 1942), US-amerikanischer Schauspieler
- Eyre, Reginald (1924–2019), britischer Politiker, Unterhausabgeordneter
- Eyre, Richard (* 1943), britischer Theater- und Filmregisseur, Schriftsteller
- Eyre, Ronald (1929–1999), britischer Lehrer, Schauspieler, Drehbuchautor und Filmregisseur
- Eyres-Monsell, Bolton, 1. Viscount Monsell (1881–1969), britischer Politiker, Abgeordneter des House of Commons und Mitglied des House of Lords
- Eyrich, Georg Libor (1766–1826), deutscher römisch-katholischer Theologe und Hochschullehrer
- Eyrich, Hedwig (* 1893), deutsche Ärztin, Psychiaterin und Romanautorin
- Eyrich, Heinz (1929–2015), deutscher Jurist und Politiker (CDU), MdL, MdB
- Eyrich, Klaus (1928–2013), deutscher Anästhesist
- Eyrich, Ludwig (1841–1892), deutscher Naturwissenschaftler, Botaniker und Lehrer
- Eyrich, Max (1897–1962), deutscher Arzt
- Eyrich, Theodor (1838–1907), deutscher Architekt
- Eyring, Albrecht (1844–1920), deutscher evangelischer Pastor und Pomologe
- Eyring, Henry (1901–1981), US-amerikanischer Chemiker
- Eyring, Henry B. (* 1933), US-amerikanischer Geistlicher; 1. Ratgeber des Präsidenten der Kirche Jesu Christi der Heiligen der Letzten Tage
- Eyring, Jeremias Nicolaus (1739–1803), deutscher Schulrektor, Bibliothekar und Hochschullehrer
- Eyring, Veronika, deutsche Klimawissenschaftlerin
- Eyrl von Eyrsperg, Matthias (1614–1689), Bürgermeister
- Eyrolles, Léon (1861–1945), französischer Politiker und Unternehmer
- Eyron, Bruno (* 1964), deutscher Schauspieler, Moderator, Produzent, Autor und GeschäftsmannBruno Eyron (* 1964)

Bruno Eyron (* 1964)

### Eys
- Eys, Wilhelm Adolf von (1647–1729), deutscher Schöffe und Bürgermeister der Freien Reichsstadt Aachen
- Eyschen, Paul (1841–1915), luxemburgischer Politiker
- Eysel, Carla (* 1972), deutsche Juristin und Vorstand der Charité Berlin für Personal und Pflege
- Eysel, Johann Philipp (1651–1717), Anatom, Botaniker und Chirurg, Mitglied der Leopoldina
- Eysel, Ulf (* 1944), deutscher Neuro- und Sinnesphysiologe
- Eyselein, Oscar (1847–1892), deutscher Mediziner
- Eysen, Johann Bernhard (1769–1838), Politiker Freie Stadt Frankfurt
- Eysen, Louis (1843–1899), deutscher Maler
- Eysen, Mathias (1938–2020), deutscher Schauspieler
- Eysenblätter, Hugo (1825–1904), deutscher Superintendent in Ostpreußen
- Eysenck, Eduard (1889–1972), deutscher Stummfilmschauspieler und Kabarettist
- Eysenck, Hans Jürgen (1916–1997), britischer PsychologeHans Jürgen Eysenck (1916–1997)

Hans Jürgen Eysenck (1916–1997)

- Eysenck, Michael W. (* 1944), britischer Psychologe und Hochschullehrer
- Eysenck, Sybil (1927–2020), britische Psychologin
- Eysengrein, Balthasar (1547–1611), deutscher Jurist und Hochschullehrer
- Eysenhardt, Carl Wilhelm (1794–1825), deutscher Mediziner, Zoologe, Botaniker und Direktor des Botanischen Gartens in Königsberg
- Eyser, George (1870–1919), US-amerikanischer Turner
- Eyserbeck, Johann August (1762–1801), deutscher Hofgärtner
- Eyserbeck, Johann Friedrich (1734–1818), deutscher Hofgärtner
- Eyseren, Gertrud van (* 1896), deutsche Sprachlehrerin und Rundfunksprecherin
- Eysinga, Gustaaf Adolf van den Bergh van (1874–1957), niederländischer reformierter Theologe, Bibelkritiker, Philosoph, Historiker
- Eysinga, Ima van (1881–1958), niederländische Malerin, Illustratorin und Lithographin
- Eysinga, Willem van (1878–1961), niederländischer Jurist und Diplomat
- Eyskens, Gaston (1905–1988), belgischer Staatsmann und mehrfach Premierminister des Landes
- Eyskens, Mark (* 1933), belgischer Ökonom und Politiker, kurzzeitig Ministerpräsident
- Eysler, Edmund (1874–1949), österreichischer Komponist
- Eysmont, Zbigniew (1949–2025), polnischer Politiker, Mitglied des Sejm
- Eysoldt, Arthur (1832–1907), deutscher Jurist und liberaler Politiker, MdR, MdL (Königreich Sachsen)
- Eysoldt, Gertrud (1870–1955), deutsche Schauspielerin und RegisseurinGertrud Eysoldt (1870–1955)

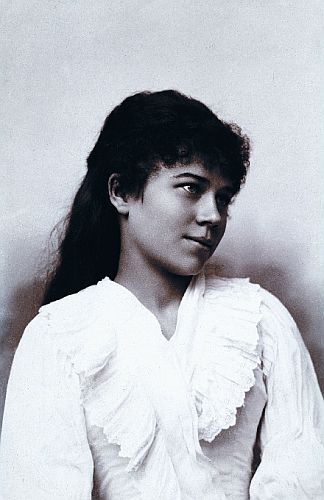
Gertrud Eysoldt (1870–1955)

- Eysoldt, Horst (1885–1934), deutscher Maler und Zeichner
- Eysoldt, Leo (1891–1967), deutscher Pianist, Dirigent, Komponist und Arrangeur im Bereich der Unterhaltungsmusik
- Eyss, Johann Matthias von (1669–1729), Weihbischof und Offizial in Trier
- Eyssautier, Jean-Auguste (1844–1923), französischer römisch-katholischer Geistlicher und Bischof von La Rochelle
- Eyssavel, Paul (1886–1957), französischer Dichter französischer und okzitanischer Sprache
- Eyssel, Friederike (* 1979), deutsche Sozialpsychologin und Hochschullehrerin
- Eysselsteijn, Ben van (1898–1973), niederländischer Journalist und Schriftsteller
- Eysselt, Jan (1945–2006), tschechischer Eishockeyspieler und -trainer
- Eyssen, Anton (1849–1928), deutscher Architekt
- Eyssen, Jürgen (1922–1988), deutscher Bibliothekar
- Eyssen, Katharina (* 1983), deutsche Schauspielerin und Drehbuchautorin
- Eyssen, Remigius (* 1873), deutscher Ingenieur und Industrieller
- Eyssen, Remy (* 1955), deutscher Autor
- Eyssen, Robert (1892–1960), deutscher Marineoffizier und Konteradmiral
- Eyssenhardt, Franz (1838–1901), deutscher Altphilologe
- Eyssenhardt, Mathilde (1859–1932), deutsche Porträtmalerin
- Eysseric, Jonathan (* 1990), französischer Tennisspieler
- Eysseric, Valentin (* 1992), französischer Fußballspieler
- Eystad, Andi (* 1982), US-amerikanische Schauspielerin
- Eystein Adilson, schwedischer Sagenkönig
- Eystein Glumra, norwegischer Adliger und Jarl von Oppland und Hedmark
- Eystein Orre († 1066), norwegischer Adliger
- Eysteinn Sigurðarson, isländischer Schauspieler und Synchronsprecher
- Eysteinn Þórðarson (1934–2009), isländischer Skirennläufer
- Eyster, Kevin (* 1989), US-amerikanischer Pokerspieler
- Eyston, George (1897–1978), britischer Ingenieur, Rekord- und Autorennfahrer

### Eyt
- Eyt, Pierre (1934–2001), französischer Geistlicher, Erzbischof von Bordeaux und Kardinal der römisch-katholischen Kirche
- Eytan, Reuven (* 1909), israelischer Manager
- Eytan, Walter (1910–2001), israelischer Diplomat
- Eytel, Jules (1817–1873), Schweizer Politiker (FDP)
- Eytelwein, Friedrich Albert (1796–1888), deutscher Architekt und Baubeamter
- Eytelwein, Johann Albert (1764–1848), deutscher Zivilingenieur
- Eyth, Eduard (1809–1884), deutscher Altphilologe, Dichter und Übersetzer
- Eyth, Heinrich (1882–1964), deutscher Wirtschaftsmanager
- Eyth, Julie (1816–1904), deutsche Schriftstellerin
- Eyth, Max (1836–1906), deutscher Ingenieur und SchriftstellerMax Eyth (1836–1906)

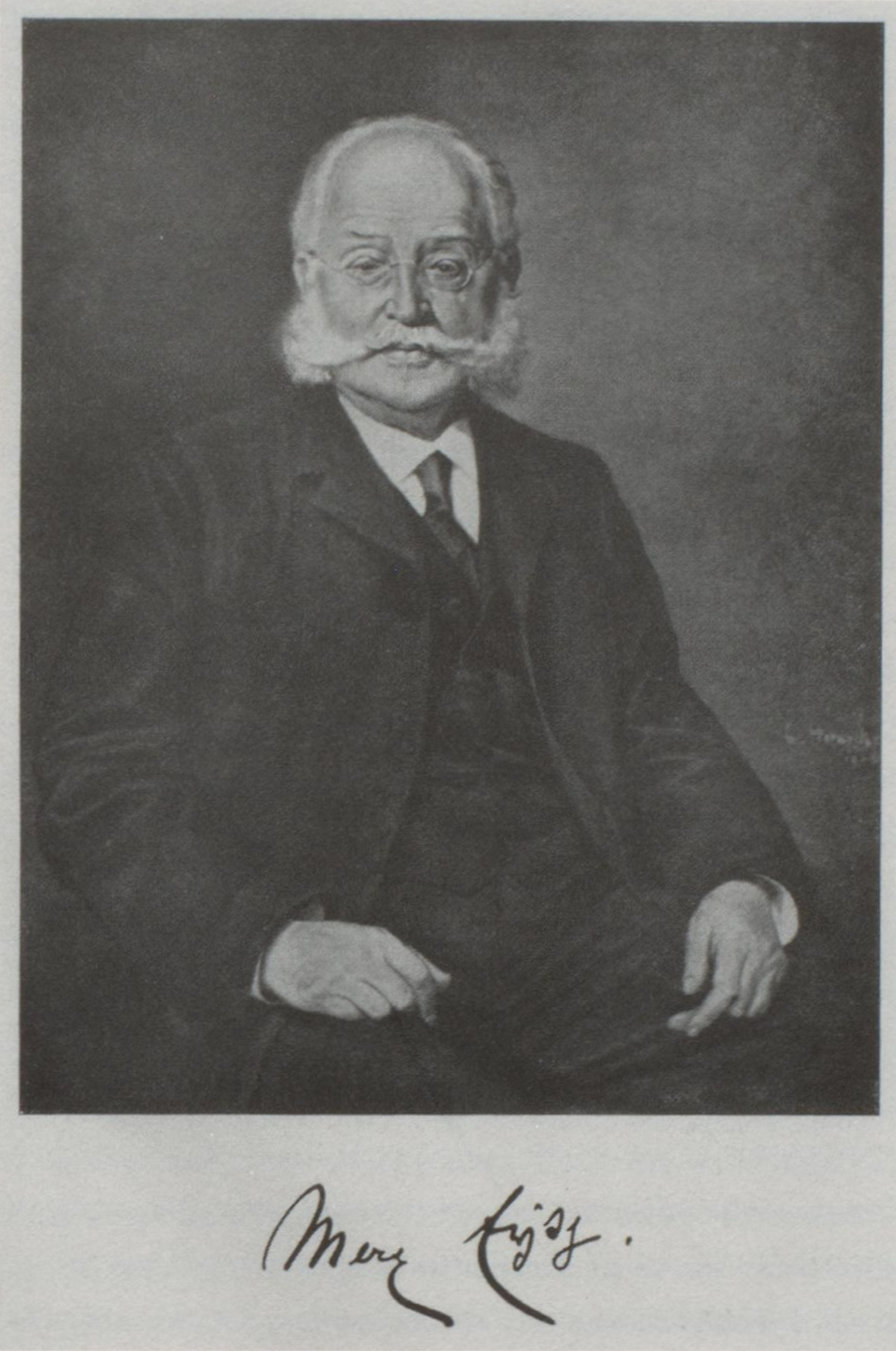
Max Eyth (1836–1906)

- Eythe, William (1918–1957), US-amerikanischer Schauspieler
- Eyþór Guðjónsson (* 1968), isländischer Schauspieler
- Eyþór Ingi Gunnlaugsson (* 1989), isländischer Popsänger
- Eyton, Anthony (* 1923), britischer Maler und Kunsthochschullehrer
- Eyton, Thomas (1777–1855), britischer Barrister
- Eyton, Thomas Campbell (1809–1880), britischer Naturforscher und Ornithologe

### Eyu
- Eyüboğlu Anhegger, Mualla (1919–2009), türkische Architektin
- Eyüboğlu, Bedri Rahmi (1911–1975), türkischer Künstler und Lyriker
- Eyüboğlu, Ezgi (* 1988), türkische Schauspielerin
- Eyüboğlu, İsmet Zeki (1925–2003), türkischer Forscher, Übersetzer und Autor zahlreicher Bücher
- Eyüboğlu, Orhan († 1980), türkischer Politiker (CHP), Abgeordneter und Minister
- Eyüboğlu, Sabahattin (1908–1973), türkischer Schriftsteller, Literaturwissenschaftler und Übersetzer
- Eyüboğlu, Yaşar Nezih (* 1962), türkischer Theaterschauspieler

### Eyv
- Eyvazov, Natiq (* 1970), sowjetischer bzw. aserbaidschanischer Ringer
- Eyvazov, Yusif (* 1977), aserbaidschanischer Opernsänger der Stimmlage TenorYusif Eyvazov (* 1977)

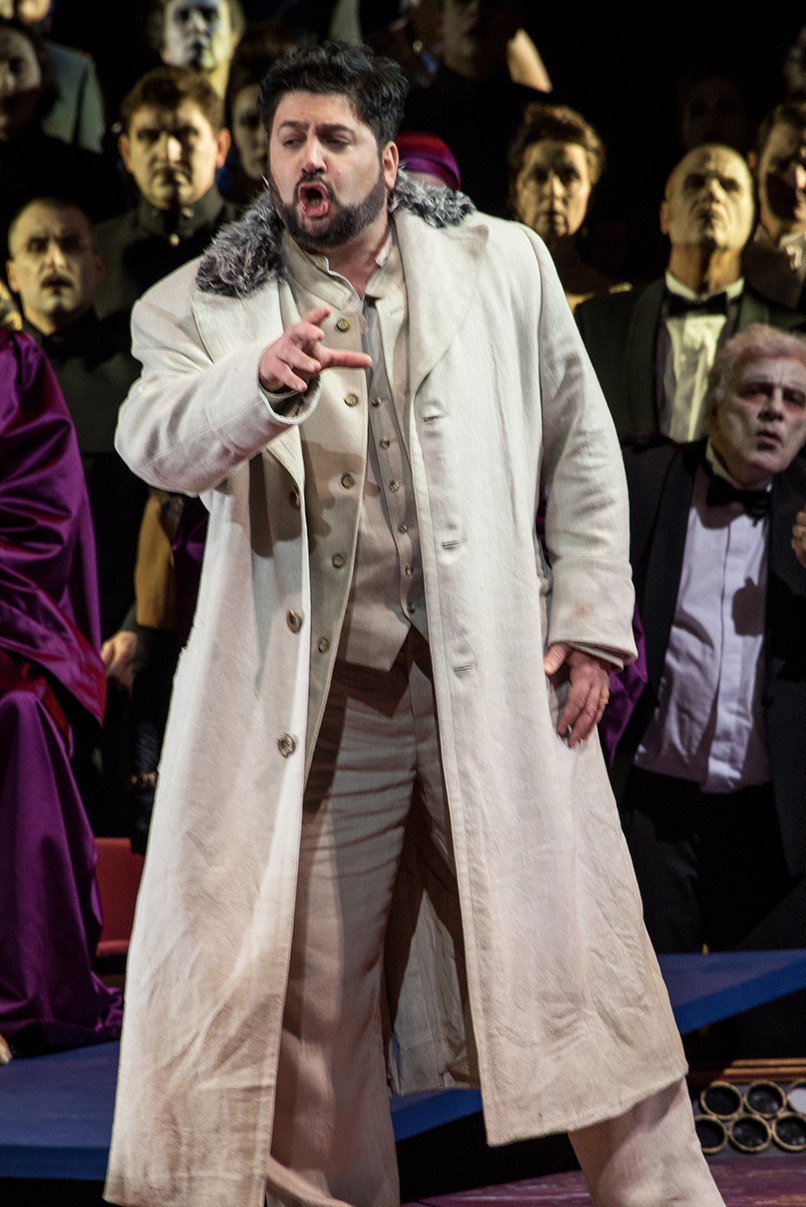
Yusif Eyvazov (* 1977)

### Eyw
- Eywo, Hugo (1877–1953), österreichischer Kameramann und Fotograf

### Eyy
- Eyyubi, Suyolcuzade Mustafa († 1686), osmanischer Kalligraf, Lehrer von Hâfız Osman

### Eyz
- Eyzaguirre, Agustín (1768–1837), chilenischer Politiker; Präsident von Chile (1823, 1826–1827)
- Eyzaguirre, Jaime (1908–1968), chilenischer Historiker
- Eyzaguirre, Luis (* 1939), chilenischer Fußballspieler